# ذا فاينل راوند
ذا فاينل راوند (بالإنجليزية: The Final Round)، وفي النسخة اليابانية تسمىّ هارد بونشر (Hard Puncher)، هي لعبة فيديو يابانية من تطوير ونشر شركة كونامي اليابانية، عرضت اللعبة في صالات الآركيد سنة 1988.